# Pakarana
Pakarana (Dinomys branickii) je hlodavec z podřádu Hystricomorpha (dikobrazočelistných) infrařádu Hystricognathi.. Je jediným žijícím druhem rodu Dinomys i čeledi pakaranovití. Vyskytuje se v horských oblastech na severozápadě Jižní Ameriky. Celkově se pakarany podobají větším morčatům. Jejich charakteristickým znakem jsou dvě řady světlých skvrn na bocích těla.

## Výskyt
Pakarany obývají horské oblasti Jižní Ameriky v Kolumbii, Peru a Brazílii. Zasahují i do Venezuely, Ekvádoru a Bolívie.
Vyskytují se v údolích a nižších horách. Obvykle uváděné rozmezí je 240–2000 m n. m., ale byly nalezeny i ve výšce 3200 m.

## Popis
Jejich tělo je 730–790 mm dlouhé, ocas měř 200 mm. Váží 10–15 kg. Svrchní část těla je černá nebo hnědá s dvěma širokými přerušovanými bílými pruhy shora a se dvěma řadami bílých skvrn po straně. Spodní strana těla je světlejší než horní a beze skvrn. Srst je spíše drsná a má různou délku. Ocas je plně ochlupený.
Jejich hlava je široká, uši jsou malé a kulaté. Na širokých nohách má čtyři prsty opatřené silnými drápy. Samice mají dva páry mléčných žláz.
V tlamě mají pakarany celkem 20 zubů. Jejich zubní vzorec je
- 1.0.1.3
- 1.0.1.3.

## Chování
Pakarany jsou noční živočichové. Přes den se skrývají v rozsedlinách, které si rozšiřují svými drápy. U zvířat chovaných v zajetí však nebylo pozorování, že by hrabala; naopak využívala své drápy pro lezení po stromech a spala vysoko ve větvích. Většinu času ale tráví na zemi.
Jsou to výluční býložravci. Jejich potrava sestává převážně z ovoce, listí a jiných měkkých částí rostlin.
I když Dinomys v překladu znamená hrozná myš, ve skutečnosti používá boj až jako poslední možnost. V zajetí se chová mírumilovně a pohybuje se pomalu. Pakarany jsou buď samotářské, nebo se pohybují v párech.

### Rozmnožování
O rozmnožování v přírodě není mnoho známo. Podle údajů ze zajetí rodí obvykle jedno až dvě mláďata, ale byla zjištěna i trojčata a v tokijské zoo i čtyřčata. Doba březosti nebyla stanovena přesně, je udávána v rozmezí 223–283 dní, podle jiných autorů však nepřesahuje 252 dní.
Mláďata se rodí dobře vyvinutá. Jejich váha se pohybuje mezi 570–660 g, jiní autoři uvádějí až 900 g. Ihned po porodu jsou aktivní. Bylo pozorováno, že už druhý den konzumují kromě mateřského mléka příležitostně i jinou měkkou stravu a po dvou týdnech jedí pravidelně i čerstvé ořechy nebo ovoce.
Podle údajů ze zajetí se dožívají 8–9 let.

## Stupeň ohrožení
Pakarana je v červeném seznamu druhů považována za málo dotčený druh (2024). Je však ohrožena především vlivem úbytku jejich přirozeného prostředí – lesů. Jsou také loveny a konzumovány domorodým obyvatelstvem.